# دانشگاه لاورن
دانشگاه لاورن یک دانشگاه خصوصی در شهر لاورن واقع در ایالت کالیفرنیای آمریکا است که در سی و پنج مایلی شهر لس آنجلس قرار دارد.
این دانشگاه در سال ۱۸۹۱ میلادی تأسیس شده و شامل دانشکدهٔ علوم انسانی، دانشکدهٔ فنی، کالج تجارت و مدیریت عمومی، کالج مدیریت تحصیلی و سازمانی، دانشکدهٔ حقوق و همچنین شامل یک ادارهٔ محلی شامل هفت دانشکدهٔ خارجی می‌باشد.
دانشگاه لاورن طیف وسیعی از مدارک لیسانس، فوق لیسانس و دکتری را ارائه می‌کند.